# 西南冠纹柳莺
，是雀形目柳莺科的一种鸟类。该物种的模式产地在印度。

## 特征
西南冠纹柳莺体重约7.63克，翼长约56.6毫米，嘴峰长约12.1毫米，喙宽度约2.9毫米，喙厚度约2.6毫米，跗蹠长约18毫米，尾长约50.1毫米。西南冠纹柳莺是候鸟，其栖息在密集的高大树木组成的森林中，食性为肉食性，主要食物来源是陆生无脊椎动物。

## 亚种
- ：分布于繁殖于喜马拉雅山西北部，从巴基斯坦北部和克什米尔东部至印度北部；在喜马拉雅山南侧山脚下越冬。
- ：分布于印度北部的喜马拉雅山至尼泊尔，西藏南部和中国南部（四川西南部）。
- ：分布于印度东北部（阿萨姆）至缅甸北部和中国西南部（云南西北部）。
- ：分布于越南南部。[5]